# Ферв'ю (Теннессі)
Ферв'ю (англ. Fairview) — місто (англ. city) в США, в окрузі Вільямсон штату Теннессі. Населення — 9357 осіб (2020).

## Географія
Ферв'ю розташований за координатами 35°58′57″ пн. ш. 87°7′37″ зх. д. / 35.98250° пн. ш. 87.12694° зх. д. (35.982389, -87.127020).  За даними Бюро перепису населення США в 2010 році місто мало площу 43,82 км², з яких 43,74 км² — суходіл та 0,08 км² — водойми.

## Демографія
Згідно з переписом 2010 року, у місті мешкало 7720 осіб у 2733 домогосподарствах у складі 2148 родин. Густота населення становила 176 осіб/км².  Було 2900 помешкань (66/км²).
Расовий склад населення:
| - 95,8 % — білих - 1,1 % — чорних або афроамериканців - 0,6 % — азіатів - 0,4 % — корінних американців - 0,1 % — вихідців з тихоокеанських островів |

До двох чи більше рас належало 1,3 %. Частка іспаномовних становила 2,8 % від усіх жителів.
За віковим діапазоном населення розподілялося таким чином: 29,9 % — особи молодші 18 років, 61,7 % — особи у віці 18—64 років, 8,4 % — особи у віці 65 років та старші. Медіана віку мешканця становила 35,0 року. На 100 осіб жіночої статі у місті припадало 94,2 чоловіків;  на 100 жінок у віці від 18 років та старших — 90,9 чоловіків також старших 18 років.
Середній дохід на одне домашнє господарство  становив 67 333 долари США (медіана — 59 406), а середній дохід на одну сім'ю — 75 560 доларів (медіана — 70 969). Медіана доходів становила 46 410 доларів для чоловіків та 38 854 долари для жінок. За межею бідності перебувало 6,6 % осіб, у тому числі 6,0 % дітей у віці до 18 років та 10,2 % осіб у віці 65 років та старших.
Цивільне працевлаштоване населення становило 4124 особи. Основні галузі зайнятості: освіта, охорона здоров'я та соціальна допомога — 26,3 %, роздрібна торгівля — 12,2 %, науковці, спеціалісти, менеджери — 9,6 %, мистецтво, розваги та відпочинок — 9,5 %.